# Hieracium polymastix
Hieracium polymastix là một loài thực vật có hoa trong họ Cúc. Loài này được PETER mô tả khoa học đầu tiên.